# 伊藤真二
伊藤 真二（いとう しんじ、1978年9月29日 - ）は、日本のファイナンシャルプランナー、編集者、監修者、ライター、ディレクター。

## 人物
祖父・父と毎日新聞記者の家系に生まれる。3兄弟の次男。青森県でお笑い芸人として実弟と次男三男というコンビで活動。現在もお笑い芸人の座付き作家としてネタ提供を行っている。
2012年に結婚。二児の父。

## 来歴
青森県出身。大学中退後はデイサービス、デイケアセンターなどの現場にて高齢者のケアを行う。2006年より放送作家、ディレクターとしてテレビ、ラジオの番組制作に従事。 主に報道、情報番組を担当。2013年よりメディアがWebへと移行していくことに先駆け、Webコンテンツ制作会社にジョイン。2年で編集長に就任。同時にYahoo！ニュースで独自ネタの制作チームに参加し、社会派ネタを数多く配信。他にも日本医療に見捨てられた男性、障害者の性問題、異物混入、LGBTを独自取材。また、風俗で働く女性を500人ほど取材し、その実情をレポート。
2017年、デジタルマーケティング、コンテンツマーケティングの支援を行う、ナイル株式会社にコンテンツディレクター・編集者としてジョイン。入社1年半で新規事業部のメディア責任者・広報責任者となる。
その後、ファイナンシャルプランナーの資格を取得し、介護福祉士資格を持つファイナンシャルプランナーとして老後生活の相談などに対応。また、ライター・編集者の経験から記事執筆・編集・監修を行う。

## 主な制作番組・記事

### 過去の制作番組[9]

#### レギュラー番組
- アッコにおまかせ!
- アグレッシブですけど、何か?
- ピンポン!
- くらべるくらべらー
- ビューティースタジアム
- カジノ漫遊記

#### 特集枠
- news every.
- スッキリ
- THE NEWS

#### 特別番組
- カレンダークイズ あぁー思い出せない
- さまぁ～ずの世界温泉
- King of Street
- あのシーンをもう一度!伝説の高視聴率人気番組スペシャル
- 富士山の絶景が見たい！芸能人夏山登山隊
- 2人乗り自転車駅伝 東海道492km
- KAMIWAZA
- 僕と家族の公式記録
- パーフェクト
- アポなし覆面調査★ミンシュクラン
- 横須賀どーすか
- 六角堂再建までの道～東日本大震災特番～

#### ラジオ
- くにまるワイドごぜんさま～
- 4ROOMS
- ニュース探究ラジオDig
- 飯田浩司の声出していこー

#### インターネットテレビ
- あっ!とおどろく放送局